# Grivel

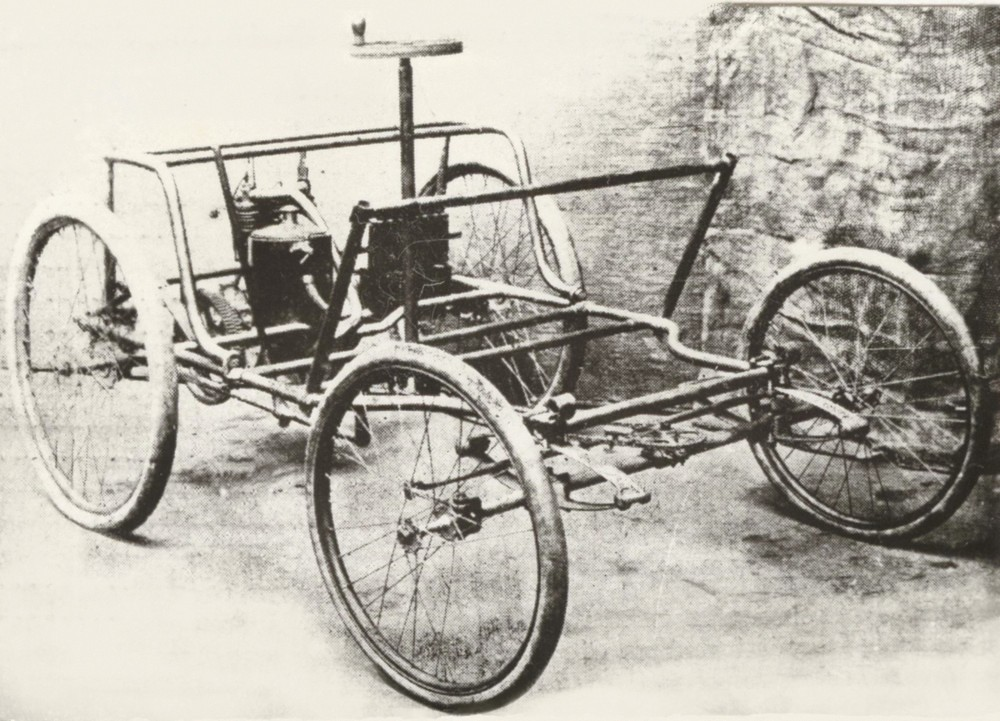
Imagen de un automóvil de la compañía Grivel.

Grivel era una compañía de automóviles francesa que fabricó automóviles únicamente durante el año 1897. Estos automóviles presentaban forma de Cuadriciclo, con chasis tubular y tracción trasera vertical refrigerada por aire.
- Datos: Q5609743
- Multimedia: Grivel vehicles / Q5609743